# Половинний (Верхньотагільський міський округ)
Полови́нний (рос. Половинный) — селище у складі Верхньотагільського міського округу Свердловської області.
Населення — 1408 осіб (2010, 1553 у 2002).
Національний склад станом на 2002 рік: росіяни — 88 %.